# Psilochaeta pampeana
Psilochaeta pampeana är en tvåvingeart som först beskrevs av Shannon och Ponte 1926.  Psilochaeta pampeana ingår i släktet Psilochaeta och familjen husflugor. Inga underarter finns listade i Catalogue of Life.